# Campeonato Portugués de Fútbol
El Campeonato Portugués de Fútbol es el conjunto de las ligas nacionales más importantes de Portugal. Cada liga consta de un determinado número de clubes de fútbol que compiten entre sí en una temporada por el título de campeón de la liga correspondiente. Se ha efectuado desde 1921 bajo la coordinación de la Federación Portuguesa de Fútbol (FPF) con diversos formatos.

La bandera de Portugal

## Historia
En 1905 es fundada la Liga de Football Association como respuesta al continuo interés y crecimiento del fútbol a nivel competitivo en Portugal. En 1908 cambia de nombre por Liga Portuguesa de Football, que se mantiene sólo dos años debido a problemas de organización.
A partir de 1910 se crean asociaciones de fútbol, en Lisboa (1910), en Portalegre (1911), en Oporto (1912), que en 1914 deciden unir sus esfuerzos y actividades, creando así la Unión Portuguesa de Fútbol (a partir de 1926 es rabautizada con el nombre actual: Federación Portuguesa de Fútbol). Es esta Unión la que decide organizar por primera vez el Campeonato Nacional en 1921 con un sistema de eliminación directa (desde 1938 es conocido como la Copa de Portugal). 
En 1934 se introduce experimentalmente el formato de ligas con los equipos del Campeonato Nacional y es a partir de la temporada 1938/39 que se efectúa el primer campeonato oficial.
En 1978 es fundada la Liga Portuguesa de Fútbol Profesional (LPFP) como una división de la FPF encargada de cuidar los intereses de los clubes de la liga profesional de la Primeira Divisão. A finales de la década de los 80 se ve la necesidad de reformar completamente el plano del campeonato para dar cabida a una segunda liga profesional con los mejores clubes de la hasta entonces segunda división y llamarla Segunda Divisão, cambiándole el nombre a aquella por Segunda Divisão B.
A partir de 1994 la LPFP se hace cargo de la organización de las dos ligas profesionales, la Primeira Divisão y la Segunda Divisão. La Federación toma a su cargo la organización del resto de las ligas, de la Copa de Portugal, de la Supercopa y de la Selección Nacional, así como la representación del campeonato en su conjunto.

## Sistema
El sistema o formato de juego del Campeonato portugués ha sufrido importantes alteraciones a lo largo de su historia. Asimismo las denominaciones de las ligas que lo componen han cambiado ya sea por reestructuración o por cambios de patrocinio. En términos generales está formado por una estructura de 3 niveles profesional y infinidad de ligas regionales:
- Nivel 1: Primera División de Portugal
- Nivel 2: Segunda División de Portugal
- Nivel 3: Terceira Liga
- Nivel 4: Campeonato de Portugal

### Sistema histórico
En la tabla siguiente se muestra el formato utilizado y las denominaciones que han tenido cada una de las ligas en la historia del Campeonato.
| Temporadas        | Nivel I                    | Nivel II        | Nivel III(1)              | Nivel IV         | Copa                |
| ----------------- | -------------------------- | --------------- | ------------------------- | ---------------- | ------------------- |
| 1921/22 - 1933/34 | —                          | —               | —                         | —                | Campeonato Nacional |
| 1934/35 - 1937/38 | Primeira Liga Experimental | —               | Segunda Liga Experimental | —                | Copa de Portugal    |
| 1938/39 - 1989/90 | Primeira Divisão           | —               | Segunda Divisão           | Terceira Divisão | Copa de Portugal    |
| 1990/91 - 1998/99 | Primeira Divisão           | Segunda Divisão | Segunda Divisão B         | Terceira Divisão | Copa de Portugal    |
| 1999/00 - 2001/02 | Primeira Liga              | Segunda Liga    | Segunda Divisão B         | Terceira Divisão | Copa de Portugal    |
| 2002/03 - 2004/05 | SuperLiga Galp Energia     | Liga de Honra   | Segunda Divisão B         | Terceira Divisão | Copa de Portugal    |
| 2005/06           | Liga Betandwin             | Liga Vitalis    | Segunda Divisão           | Terceira Divisão | Copa de Portugal    |
| 2006/07 - 2007/08 | bwinLiga                   | Liga Vitalis    | Segunda Divisão           | Terceira Divisão | Copa de Portugal    |
| 2008/09 -         | Liga Sagres                | Liga Vitalis    |                           |                  |                     |

- (1) - Entre 1934 y 1989 era considerado como el segundo nivel.

### Sistema contemporáneo
El sistema jerárquico del campeonato portugués de fútbol que se utiliza en la actualidad se muestra en el diagrama siguiente (entre paréntesis la denominación actual y el número de clubes participantes):
| Nivel | Liga                               |
| 1     | Primeira Liga (18 clubes)          |
| 2     | Segunda Liga (18 clubes)           |
| 3     | Terceira Liga (20 clubes)          |
| 4     | Campeonato de Portugal (56 clubes) |
| 5     | Ligas distritales                  |